# Milan Șesan
Milan Pavel Șesan (n. 23 martie/5 aprilie 1910, Cernăuți, Austro-Ungaria – d. 7 iunie 1981, Sibiu, România) a fost un teolog ortodox, istoric bisericesc și profesor de teologie român.

## Biografie

### Formarea profesională
S-a născut la 23 martie/5 aprilie 1910 în orașul Cernăuți din Bucovina, ca fiu al canonistului dr. Valerian Șesan (1878-1940) și al unei soliste de operă de origine cehă, Božena Maria Němcová (d. 1956). Familia Șesan s-a refugiat la Praga în timpul Primului Război Mondial, iar Milan a urmat acolo primele două clase primare. După întoarcerea familiei în Bucovina în 1918, a continuat ultimele două clase primare la Cernăuți și apoi a urmat studii secundare la Liceul clasic „Aron Pumnul” (1920-1925) și Liceul clasic nr. 4 (1925-1928) din Cernăuți, fiind clasat al 8-lea din cei 108 candidați reușiți la examenul de bacalaureat.
A urmat studii universitare la Facultatea de Teologie a Universității din Cernăuți (1928-1932), frecventând în paralel cursuri la Facultatea de Drept din Cernăuți (1928-1930, neterminate) și la Facultatea de Litere și Filosofie – secția istorică din Cernăuți (1930-1932). În toamna anului 1932 a plecat la Praga, unde, după recunoașterea celor doi ani de studii la Cernăuți, a urmat cursurile Facultății de Filozofie din cadrul Universității Caroline și a obținut doctoratul în istorie în martie 1935 cu o teză de bizantinologie cu tema: Împărțirea administrativă a Imperiului Bizantin în timpul Comnenilor și Angelilor (1081-1204).
A revenit la Cernăuți în 1935, unde a urmat studii de doctorat în teologie și a obținut în 1937 titlul de doctor în teologie cu o temă de istorie bisericească universală: Istoria Bisericii Ortodoxe din Serbia de la creștinarea sârbilor până la desființarea Patriarhiei de la Ipec de către turci, în anul 1766. Fiind poliglot și cunoscător în profunzime a limbilor română, cehă, germană și franceză, a fost numit inițial lector onorific de limbă cehă la Catedra de Slavistică de la Facultatea de Litere și Filosofie a Universității din Cernăuți (1935-1936) și a publicat mai multe articole despre istoria și cultura poporului ceh.

### Activitatea didactică
După absolvirea studiilor universitare a devenit profesor de istorie bisericească la Catedra de Istorie Bisericească a Facultății de Teologie din Cernăuți, predând inițial ca asistent suplinitor onorific (1936-1937), iar apoi, din 1 octombrie 1937, ca profesor agregat. El a fost și redactor al revistei Candela editată de Mitropolia Bucovinei (1939-1946). După ocuparea Bucovinei de Nord de către armata sovietică la începutul lunii iulie 1940 Facultatea de Teologie din Cernăuți s-a mutat la Suceava, unde Milan Șesan a continuat să predea, iar în toamna anului 1941 a revenit la Cernăuți, după eliberarea Bucovinei de către armata română. Milan Șesan a devenit profesor titular de istorie bisericească universală în 1942, iar în martie 1944 a fost nevoit să se refugieze iarăși din Cernăuți, unde a lăsat o bibliotecă impresionantă, moștenită de la tatăl său, mobilă, obiecte din casă, îmbrăcăminte etc., și a îndeplinit în perioada 1946-1948 funcția de director al Institutului de Istorie al Facultății de Teologie din Cernăuți, care funcționa în refugiu la Suceava.
El s-a specializat pe disciplina bizantinologie, publicând numeroase articole despre noțiunea de „ortodoxie”, sensul ei în Răsărit și în Apus și despre cinstirea icoanelor. Fiind un vorbitor fluent de limba cehă, a avut relații de colaborare cu Biserica Ortodoxă din Cehoslovacia și a publicat diverse articole și studii în revistele ortodoxe din Cehoslovacia: Hlas Pravoslavi din Praga, Pravoslavný Sbornik din Praga, Golos Pravoslavia din Prešov ș.a. Începând din 1950 a redactat o rubrică bibliografică în revista Byzantinoslavica din Praga.
În anul 1948 Milan Șesan a fost numit profesor titular la Catedra de Istoria Bisericii Române de la Facultatea de Teologie din București, dar nu a profesat acolo. La 2 decembrie 1948 a fost transferat la Institutul Teologic Universitar din Sibiu unde a profesat până la pensionarea sa în anul 1980. Acolo, a activat ca profesor titular la Catedra de Teologie Fundamentală și Istoria religiilor (din 2 decembrie 1948), apoi ca profesor la Catedra de Istorie bisericească universală (din 1 septembrie 1952). A fost pensionat la 1 octombrie 1980. A desfășurat acolo o bogată activitate științifică și a publicat numeroase studii în revistele de specialitate din România și din străinătate. A tradus în limba română lucrarea pedagogică Informatorium scholae maternae a lui Jan Amos Comenius, contribuind astfel la cunoașterea sistemului pedagogic al marelui gânditor și pedagog ceh. A condus peste 250 de lucrări de licență și a pregătit mai mulți viitori ierarhi ai Bisericii Ortodoxe Române, printre care viitorul patriarh Daniel Ciobotea, viitorul mitropolit Andrei Andreicuț de la Cluj, viitorul arhiepiscop Calinic Argatu al Argeșului și Muscelului.

### Activitatea pastorală
În paralel cu activitatea pedagogică și științifică, Milan Șesan a desfășurat și o activitate pastorală, fiind hirotonit diacon în 1936 și numit diacon onorific al Catedralei Mitropolitane din Cernăuți, apoi hirotonit preot la 10 ianuarie 1943 și continuând să slujească onorific la aceeași catedrală. A fost ridicat apoi în rangul de protopresbiter la Suceava în 1946 și arhipresbiter stavrofor cu cruce de aur în 1947. Mutat la Sibiu în 1948, Milan Șesan a slujit ca preot onorific al Catedralei Mitropolitane din Sibiu. A fost un pasionat muzicolog și a organizat mai multe concerte de muzică bisericească, popularizând în străinătate numeroase cântări bisericești românești, pe care le acompania adesea la pian.

### Delegat al Bisericii Ortodoxe Române
Profesorul Șesan a fost unul dintre primii delegați ai Bisericii Ortodoxe Române la diferite organizații interbisericești. În perioada 1958-1968 a reprezentat Biserica Ortodoxă Română la Conferința Creștină pentru Pace (CCP), cu sediul la Praga, fiind ales membru al Comitetului plenar al C.C.P. (1964-1968), participând la Adunările generale din 1961, 1964 și 1969 și la diferite sesiuni ale Comitetului de lucru și ale Comitetului plenar și ținând numeroase cuvântări și predici în 14 state europene.
Activitatea desfășurată de profesorul Șesan în domeniul științific și bisericesc a fost recunoscută prin decernarea mai multor distincții de stat și decorații bisericești.
Milan Pavel Șesan a decedat la 7 iunie 1981 și a fost înmormântat în cimitirul din Sibiu.

## Opera
În decursul vieții sale, profesorul Milan Șesan a publicat 295 de studii pe teme istorice și teologice, 692 de articole de popularizare istorico-teologică, 100 de articole despre activitatea Conferinței creștine pentru pace, 87 de articole omagiale, peste 880 de recenzii și note biografice, peste 970 de cuvântări și predici pe teme istorice, teologice, biblice etc. și 44 de articole în reviste străine. Studiile sale au fost publicate în diferite periodice teologice, printre care Candela, Mitropolia Ardealului, Mitropolia Moldovei și Sucevei, Mitropolia Banatului, Studii Teologice etc. Printre lucrările sale sunt de menționat următoarele:
- Schismă între patriarhii Ignatie și Fotie?, Cernăuți, 1936, 36 p.
- Vaclav Budovec și încercările de unire ale protestanților cu Biserica Ortodoxă din Constantinopol, Cernăuți, 1937, 36 p.
- Biserica Ortodoxă Rusă de după război, Cernăuți, 1937, 148 p.
- „Cruciadele și Biserica Ortodoxă”, în Candela, an XLVIII, 1937, pp. 143-184 (și extras, 45 p.)
- Periodizarea în istoria bisericească universală, Cernăuți, 1939, 70 p.
- Originea și timpul primelor traduceri românești ale Sf. Scripturi, Cernăuți, 1939, 153 p.
- „Împărțirea administrativă a Imperiului Bizantin în timpul Comnenilor și Angelilor (1081-1204)”, în Candela, an. LLII, 1940-1942, pp. 571-698 (și extras, 128 p.)
- „Cinstirea sfintelor icoane”, în Candela, an. LIII-LIV, 1943-1944, pp. 72-112 (și extras, 43 p.)
- „De ce Uniația?”, în Candela, an. LVI, 1946, pp. 273-293 (și extras, Iași, 1946, 23 p.)
- „Cronologia vieții Mântuitorului”, în Altarul Banatului, anul IV (1947), pp. 4-15 (și în extras, Caransebeș, 1947)
- „Papalitatea și Ortodoxia”, în Ortodoxia, an I, 1949, nr. 2-3, pp. 73-96;
- „Ortodoxia în trecutul Europei Centrale”, în Studii Teologice, an. II, 1950, nr. 1-2, pp. 80-97
- „Ortodoxia și catolicitatea”, în Ortodoxia, an III, 1951, nr. 1, pp. 115-131
- „La chute de Constantinople et les peuples orthodoxes”, în Byzantinoslavica, Praga, XIV, 1953, pp. 271-282
- „Considerațiuni asupra schismei din 1054”, în Mitropolia Ardealului, an. II, 1957, nr. 3-4, pp. 205-218
- „Creștinismul vechi carpatic”, în Mitropolia Ardealului, an. III, 1958, nr. 11-12, pp. 813-828; an. IV, 1959, nr. 5-6, pp. 361-382; an. XIII, 1968, nr. 7-8, pp. 516-525
- „Patriarhul Fotie și Roma”, în Mitropolia Ardealului, an. V, 1960, nr. 7-9, pp. 535-559
- „Despre Ortodoxie și catolicitate”, în Ortodoxia, an. XIII, 1961, nr. 2, pp. 155-167
- „Ortodoxia în fața reformației și a uniației”, în Mitropolia Ardealului, an. VII, 1962, nr. 3-6, pp. 262-283
- „Ortodoxia și mișcarea ecumenistă”, în Mitropolia Ardealului, an. VII, nr. 7-8, 1962, pp. 416-422
- „Nașterea ideii papale”, în Mitropolia Ardealului, an. VII, 1962, nr. 7-8, pp. 469-481
- „Institutul pentru cercetări ecumenice”, în Mitropolia Ardealului, anul XVI, nr. 11-12, 1971, p. 960
- „Din relațiile anglicano-ortodoxe”, în Mitropolia Moldovei și Sucevei, anul XLIX, nr. 5-6, 1973, pp. 313-321
- Istoria bisericească universală, vol. I (1-1054), București, 1975 - în colaborare cu Ioan Rămureanu și Teodor Bodogae